# Nubes de Kordylewski

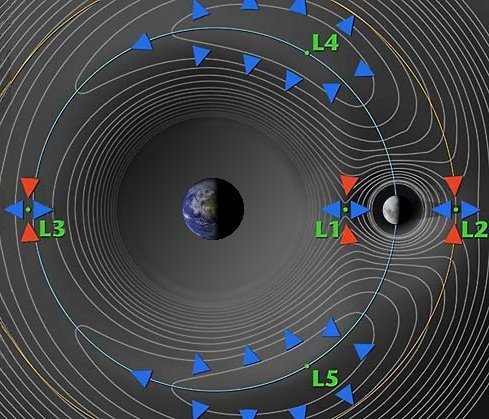
Diagrama que muestra las posiciones de los puntos de Lagrange L4 y L5 donde están las nubes de Kordylewski.

Las nubes de Kordylewski (KDC) son concentraciones de polvo interesterar en los puntos de Lagrange L4 y L5 del sistema Tierra-Luna. Fueron observadas por el astrónomo polaco Kazimierz Kordylewski en los años 1960 cerca del punto de Lagrange L5. Durante mucho tiempo hubo controversia de su existencia debido a su luz muy tenue y dificultad de observación, pero en 2018 astrónomos húngaros la confirmaron con la observación de la luz polarizada linealmente reflejada en estas nubes.
Kordylewski vio en octubre de 1956, una luz de un tamaño angular aproximado de 2° y tan luminoso como el Gegenschein. Las fotografió en 1961 cuando parecían cambiar de tamaño y forma. En 1967 J. Wesley Simpson hizo observaciones con el Observatorio Kuiper Aerotransportado.
Con un tamaño angular de 2°, visto desde la Tierra, significa que podrían tener unos 72 000 km.